# Jenő-Takács-Preis
Der Jenő-Takács-Preis ist ein nach Jenő Takács benannter Musikpreis des Landes Burgenland.

## Ausschreibung und Durchführung
Der nach dem Komponisten Jenő Takács (1902–2005) benannte Kompositionspreis wurde ab seinem Todesjahr bis 2010 durchgeführt. Eine Jury entschied in einem von der burgenländischen Kulturabteilung ausgeschriebenen Kompositionswettbewerb über die Preisträger. Im Anschluss wurden die Werke in einem Preisträgerkonzert uraufgeführt.
Seit 2011 wurde im Rahmen des Burgenländischen Landeswettbewerbs Prima la musica ein Musikwettbewerb für Junge Virtuosinnen und Virtuosen des Landes Burgenland durchgeführt, und jeweils ein Stipendium mit einem ersten, zweiten und dritten Preis vergeben. Die Preisträgerkonzerte dazu fanden im Kulturzentrum Oberschützen statt.
Weiters wurde in Oberschützen ab 2010 alle zwei Jahre ein Internationaler Jenő-Takács-Klavierwettbewerb mit der Universität für Musik und darstellende Kunst Graz begonnen.

## Preisträger Kompositionspreis
| Jahr | Ausschreibung                                                          | Preisträger                                                                     | Aufführung |
| ---- | ---------------------------------------------------------------------- | ------------------------------------------------------------------------------- | --- |
| 2005 | Klavierquintett, musikalisch zur Zeit von 1945 bis 1955 („Russenzeit“) | Lukas Neudinger mit Burgenland in der Russenzeit                                | Haydn Trio Eisenstadt im Empiresaal im Schloss Esterházy in Eisenstadt                                                                         |
| 2006 | Ein- oder mehrsätziges Werk für Klavier solo                           | Gerhard Krammer mit Epitaph – in memoriam Jenő Takács                           | Pianistin Clara Frühstück im Empiresaal im Schloss Esterházy in Eisenstadt                                                                     |
| 2007 | Ein Stück für Klavier und eine mittlere Singstimme                     | Wilhelm Spuller für raus zähl reim rausch – 17 Miniaturen für Bariton und Kla-4 | Maiko Ripplinger (Klavier), Barbara Fink (Sopran), Alexander Mayr (Bariton), im Empiresaal des Schlosses Esterházy in Eisenstadt               |
| 2008 | Ein Stück mit klassischer Streichquartettbesetzung                     | Ferdinand Weiss für Verwandlungen                                               | ALEA – Quartett, im Empiresaal des Schlosses Esterházy in Eisenstadt                                                                           |
| 2009 | Eine (Solo)-Komposition für das Instrument Orgel                       | Gerhard Krammer für Fantasia                                                    | Organist Robert Kovács, an der Orgel der Pfarrkirche Lockenhaus, Preisverleihung im Schloss Lockenhaus                                         |
| 2010 | Ein – oder mehrsätziges Werk für Klavier solo                          | Tibor Nemeth für Partition de piano                                             | Pianistin Aima Maria Labra-Makk, im Lisztzentrum Raiding bei der Konzertreihe Liszt plus vom Joseph-Haydn-Konservatorium des Landes Burgenland |

## Preisträger Virtuosenpreis
| Jahr | Erster Preis                | Zweiter Preis   | Dritter Preis     |
| ---- | --------------------------- | --------------- | ----------------- |
| 2011 | Eva-Maria Rezsni            | Johannes Molnar | Patricia Kiefl    |
| 2012 | Hannah Job und Julia Lehner | nicht vergeben  | Julian Frischherz |
| 2013 | Patricia Kiefl              | Stefan Weninger | Maria Udwardi     |